# 山野中央公園
山野中央公園(さんやちゅうおうこうえん)は、神奈川県相模原市南区上鶴間本町１丁目にある公園。通称「きのこ公園」。相模原市内の都市公園において、街区公園に分類される。相模原中央ライオンズクラブによって相模原市に寄贈された。

## 概要
2014年3月31日に開園。敷地面積は1,000平方メートル。公園の主な特徴として、目を引くきのこ形のオブジェがある。公園の設計は、神奈川県立相原高等学校の環境土木科・環境緑地科の生徒たちと、相模原市公園課との連携によって進められた 。公園の造園計画には、同高校の1年生と2年生、合計76名の生徒が参加した 。生徒たちから設計作品が募集され、その中から選ばれた5つの作品がデザインの基礎となった。設計に参加した生徒の一人は、「地域の方々が集まりやすく、子どもたちがのびのびと安全に遊ぶことができる楽しい公園になれば」と話した。

## 施設
- きのこシェルター[4]
- 水飲み場、手洗い場
- ベンチ
- 滑り台
- 砂場
- バネ遊具
- 広場
- 花木